# American Cinema Editors
De American Cinema Editors (ACE of A. C. E.) is een in 1950 opgerichte vakvereniging van filmeditors. Lidmaatschap is voorbehouden aan hen met ervaring in toewijding aan het montagevak. De vereniging is geen belangenvereniging. De huidige voorzitter is Kevin Tent. Sinds 1962 reikt ACE jaarlijks de Eddie Awards uit voor film- en televisiemontage.

## Lidmaatschap
Diegenen die lid wensen te worden moeten voldoen aan de volgende eisen:
- Steun door minstens twee leden.
- Ten minste 60 maanden ervaring met de montage van televisie- of bioscoopfilms.
- Sollicitatiegesprek met de lidmaatschapscommissie.
- Goedkeuring door het bestuur
- Akkoord door de algemene ledenvergadering

## Nederlandse leden
- Edgar Burcksen
- Job ter Burg
- Henk van Eeghen

## Belgische leden
- Nico Leunen